# Rada Najwyższa Narodowa (1830)
Rada Najwyższa Narodowa – rząd powstańczy w czasie powstania listopadowego, powołany 21 grudnia 1830 przez dyktatora Józefa Chłopickiego w miejsce rozwiązanego Rządu Tymczasowego. Istniała do 30 stycznia 1831, gdy powołano Rząd Narodowy.
Była kolegialnym organem doradczym dyktatora, przekazywała jego rozporządzenia do wykonania odpowiednim komisjom rządowym.
Prezes: 
- książę Adam Jerzy Czartoryski

Członkowie:
- marszałek Władysław Tomasz Ostrowski
- książę Michał Radziwiłł
- senator Leon Dembowski
- poseł Stanisław Barzykowski